# Antônio Carlos Gueiros Ribeiro
Antônio Carlos Gueiros Ribeiro, detto Badalhoca (Rio de Janeiro, 5 ottobre 1957), è un ex pallavolista brasiliano.
Giocava nel ruolo di schiacciatore.

## Palmarès

### Club
- Campionato brasiliano: 1

1981

### Nazionale (competizioni minori)
- Giochi panamericani 1979
- Giochi panamericani 1983